# Port lotniczy Omega
Port lotniczy Omega (IATA: OMG, ICAO: FYOE) – port lotniczy położony w Omega, w Namibii.